# Apollonie Sabatier
Apollonie Sabatier (Mézières, França, 8 de abril de 1822 - Neuilly-sur-Seine, França, 3 de janeiro de 1890), nascida Aglaé-Josephine Savatier e conhecida como La Présidente, foi uma cortesã francesa, musa de artistas, celebridade boémia e proprietária de um dos mais conhecidos salões de Paris na década de 1850.

## Biografia

### Primeiros Anos de Vida
Nascida em Mézières, França, a 8 de abril de 1822, Aglaé-Joséphine era filha do visconde Louis Harmand d'Abancourt e de Marguerite Martin, uma jovem lavadeira, natural da região de Ardenas. Sendo o seu pai casado com Anne Emilie Desèvre, do qual tinha duas filhas, Marie Louise Amélie d'Abancourt e Valentine Léonie d'Abancourt, por ser fruto da relação extraconjugal dos seus pais era considerada filha ilegítima, não tendo o direito legal de possuir quaisquer honras ou títulos herdados pela família paterna. De acordo com os costumes de então e procurando proporcionar um nome e estatuto para a sua filha, o próprio visconde organizou o casamento combinado entre Marguerite Martin e o sargento André Savatier, que decorreu em Paris, a 27 de outubro de 1825. Sendo perfilhada pelo sargento francês desde então, a futura musa foi baptizada e registada sob o nome Aglaé-Joséphine Savatier.
Vivendo com os seus pais em Paris desde o seu casamento, após terminar os seus estudos em 1837, com apenas 15 anos, começou a sua carreira artística. Adoptando o nome artístico de Apollonie Sabatier, estreou-se como figurante e posteriormente no elenco secundário de várias peças de teatro operístico na Ópera de Paris. Chegando a cantar na Opéra Garnier, anos mais tarde, envolvida num triângulo amoroso, entre o seu namorado Petit, um jovem bombeiro parisiense, filho de um professor de dança na École de Danse de Paris, e James de Pourtalès, um rico empresário e mecenas, que lhe ofereceu aulas de dança e música, em 1939 a jovem artista rompeu a sua relação, rejeitou os avanços amorosos do seu novo pretendente e começou uma relação com o cantor Prosper Dérivis. Terminando abruptamente nesse mesmo ano a sua relação, Apollonie Sabatier abandonou os palcos e dedicou-se ao seu salão boémio.

### Salão em Paris
Durante o fim da década de 1840 e durante toda a década de 1850, Apollonie Sabatier hospedou um salão, inicialmente no Hotel Pimodan (antigo Hotel Lauzun) na Île Saint-Louis em Paris e posteriormente na Rue Frochot, perto da Place Pigalle, onde conheceu inúmeros artistas franceses de distintas áreas, como Gérard de Nerval, Nina de Villard, Arsène Houssaye, Edmond Richard, Gustave Flaubert, Louis Bouilhet, Maxime du Camp, Gustave Ricard, Judith Gautier, Ernest Feydeau, Hector Berlioz, Paul de Saint-Victor, Alfred de Musset, Henry Monnier, Victor Hugo, Ernest Meissonnier, Charles Augustin Sainte-Beuve, Charles Jalabert, Ernesta Grisi, Gustave Doré, Ernest Reyer, James Pradier, Auguste Préault, Jules Barbey d'Aurevilly, Auguste Clésinger e Édouard Manet. Durante esse mesmo período, Edmond de Goncourt apelidou Apollonie Sabatier de La Présidente, passando a ser assim conhecida na capital francesa.

### Musa

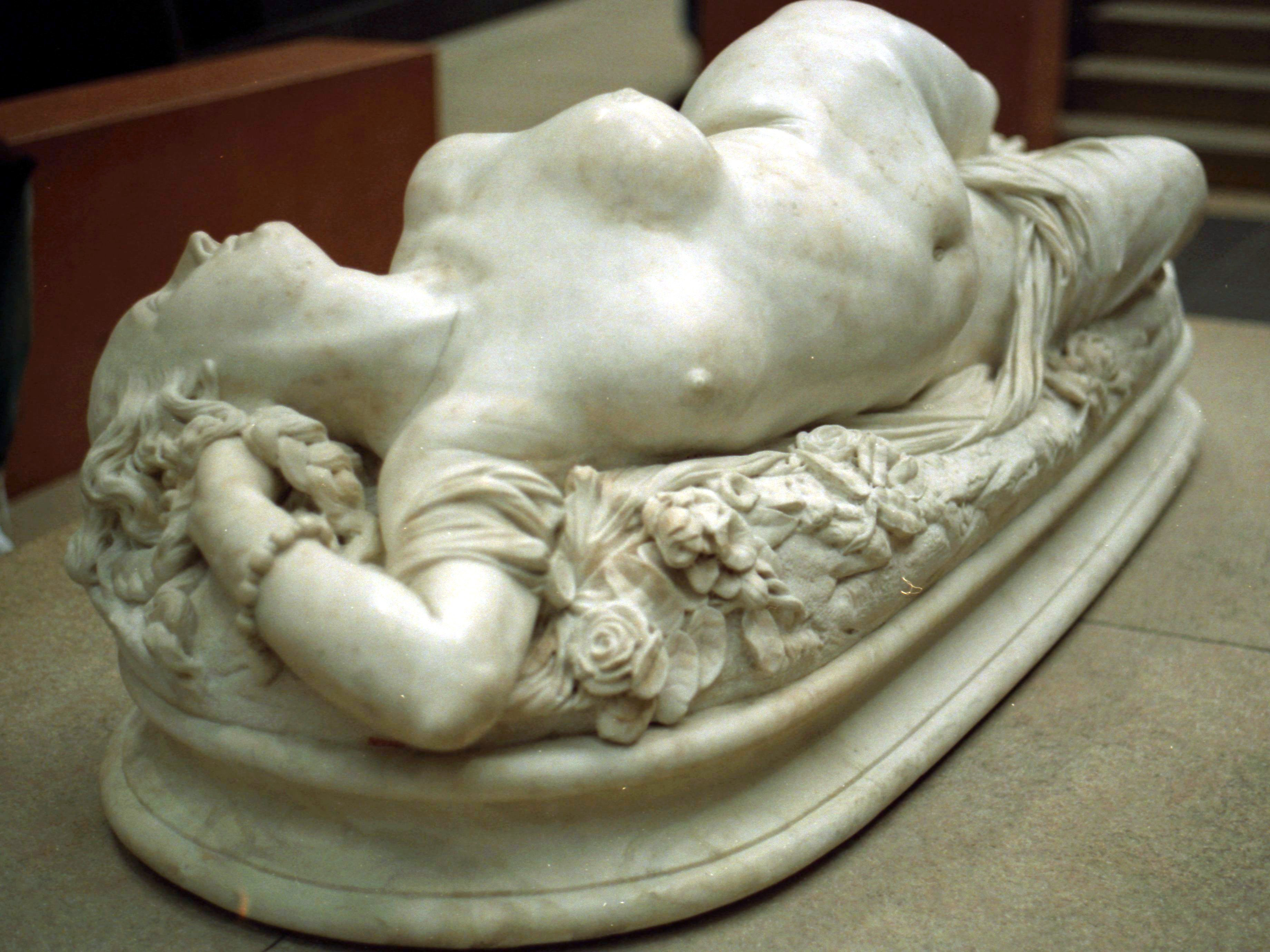
Femme piquée par un serpent (Mulher Picada por uma Serpente) de Auguste Clésinger (1847), Musée d'Orsay, Paris, França

Devido à sua beleza, rapidamente tornou-se numa das mais famosas e requisitadas modelos do século XIX em França, pousando para vários pintores e escultores. Uma das obras mais icónicas para que posou foi a escultura Femme piquée par un serpent de Auguste Clésinger. Apresentada no Salon de Paris em 1847 e encomendada pelo magnata belga Alfred Mosselman, que era então amante de Apollonie Sabatier, a obra tornou-se célebre devido ao escândalo que se gerou entre a elite cultural e intelectual da época que considerava a escultura de mármore demasiado sensual e provocatória. Quase dez anos depois, na pintura L'Atelier du peintre de Gustave Courbet, realizada em 1855, Apollonie Sabatier foi representada uma vez mais ao lado do seu companheiro amoroso de várias décadas Alfred Mosselman, no lado direito do quadro. 

L'Atelier du peintre (O Atelier do Artista) de Gustave Courbet (1855), Musée d'Orsay, Paris, França

Gustave Flaubert, Théophile Gautier e outros escritores do mesmo período também escreveram vários artigos e obras inspiradas por Apollonie Sabatier. Uma das obras literárias de maior renome foi Les Fleurs du Mal de Charles Baudelaire, tendo a musa sido uma das quatro mulheres, juntamente com Caroline Aupick, Jeanne Duval e Marie Daubrun, que serviu de inspiração para a famosa obra. Tendo mantido uma relação amorosa com Charles Baudelaire entre 1852 e 1857, Apollonie Sabatier foi também a inspiração por detrás de vários poemas do autor francês, tais como A Celle qui est trop gaie ou Harmonie du soir.
Apostando no talento de novos artistas e aprendendo com os mestres para os quais posava, em 1863 Apollonie Sabatier inscreveu várias miniaturas da sua autoria no Salão de Paris, contudo estas foram rejeitadas, sendo posteriormente expostas no Salon des Refusés.
Após a morte do seu companheiro amoroso de várias décadas, Alfred Mosselman, em 1867, a musa começou uma relação amorosa com o coleccionador de arte britânico e doador das fontes de Wallace, Sir Richard Wallace, 1º Baronete.

### Morte
Apollonie Sabatier morreu em Neuilly-sur-Seine a 3 de janeiro de 1890, vitimada por uma forte gripe. O seu túmulo encontra-se no antigo cemitério de Neuilly-sur-Seine.

## Lista de Obras
Durante a sua vida, Apollonie Sabatier posou para diversos artistas:
- Busto de Madame Aglaeé Sabatier (1847) de Auguste Clésinger, Museu de Orsay, França
- Femme piquée par un serpent (1847) de Auguste Clésinger, Museu de Orsay, França
- Retrato de Madame Sabatier (década de 1840) de Thomas Couture, Museu de Arte Crocker, Estados Unidos da América
- Baudelaire et la Présidente Sabatier (década de 1850) de Thomas Couture, Museu de Arte Roger Quilliot, França
- Retrato de Madame Sabatier (década de 1850) de Vincent Vidal, Museu Nacional do Castelo de Compiègne, França
- Retrato de Apollonie Sabatier (década de 1850) de Gustave Ricard, Museu Carnavalet, França
- L'Atelier du peintre (1855) de Gustave Courbet, Museu de Orsay, França
- Retrato de Madame Sabatier, a segurar um guarda-chuva verde (década de 1850) de Jean-Louis Ernest Meissonier
- Retrato de Madame Sabatier (década de 1850) de Jean-Louis Ernest Meissonier